# Patrick Alexander
Patrick Alexander (født 14. marts 1985) er en dansk sanger og sangskriver. Hans debutalbum Circus Boy udkom 4. september 2009.
Den 1. november 2011 udkom hans andet album Won't Be Wasted hvorfra de 3 singler "Time Won't Look Back", "Stitch Up" og "Nowhere", alle spilles på DR P4 og Radio 1.